# КрАЗ H23.2
КрАЗ Н23.2 (англ. KrAZ H23.2) — сімейство вантажних автомобілів АвтоКрАЗ з компонівною схемою «кабіна над двигуном» і колісною формулою 6х4.

## Опис
Шасі КрАЗ Н23.2 призначене для монтажу спеціальних надбудов з технологічним обладнанням, що використовуються в будівництві, ремонті та обслуговуванні об'єктів комунального господарства, промислових підприємств і доріг. Автомобіль комплектується 362-сильним двигуном ЯМЗ-6501.10, має однодискове зчеплення і коробку передач 9JS200ТА.
Двигун розрахований на експлуатацію при температурі повітря від −60 до +50 градусів, відносній вологості до 98 % при температурі 25 градусів, запиленості повітря до 0,4 грама на кубічний метр, в районах, розташованих на висоті до 1500 метрів, без зниження силових, економічних та інших показників і до 4500 метрів над рівнем моря, з подоланням перевалів до 4650 метрів з відповідним зниженням показників. Також на двигуні впроваджена система паливної подачі «Bosch» — CRS-2 другого покоління, завдяки якій викид шкідливих речовин в атмосферу відповідає нормам Євро-3.
Вантажівка може оснащуватися широкою гамою силових агрегатів, включаючи V-подібні двигуни.
На КрАЗ Н23.2 можна встановлювати різні надбудови. Приміром, на тривісне шасі буде змонтовано обладнання для збору сміття. В цьому виконанні вантажівку оснастять мультиліфтовою системою Palfinger PK11001 і бункером на 30 м². Всього на шасі можна використовувати до 20 різних надбудов, в тому числі намулососні, каналопромивні, підмітально-прибиральне обладнання, ліфтдампери, мобільні компактори.
Шасі обладнано антиблокувальною системою гальм.

## Модифікації
- КрАЗ Н23.0 — дослідна модель з кабіною виробництва АвтоКрАЗ розроблена в 2010 році;
- КрАЗ Н23.2 — базова модель з кабіною виробництва АвтоКрАЗ;
- КрАЗ Н23.2M — автомобіль КрАЗ Н23.2 з кабіною від MAN F2000, яка виробляється за ліцензією в Китаї фірмою Shaanxi;
- КрАЗ Н23.2R — автомобіль КрАЗ Н23.2 з кабіною від вантажівки Renault Kerax;
- КрАЗ Н22.2RX — повноприводне шасі колісною формулою 6х6 і кабіною від вантажівки Renault Kerax;
- КрАЗ P23.2 — бетономішалка на шасі КрАЗ Н23.2 призначена для транспортування бетонної суміші, приготування її під час перевезення або по прибуттю до місця укладання, у різних видах будівельного виробництва;
- КрАЗ Р 23.2-JXZ 37-4.16НР — автобетононасос на шасі КрАЗ Н23.2 призначений для прийому свіжоприготованої бетонної суміші від спеціалізованих бетонотранспортних засобів і подачі її в горизонтальному, вертикальному напрямках до місця укладання на будівельних об'єктах з допомогою бетонорозподільчої стріли;
- КрАЗ К16.2 (МПР-2) — сміттєвоз на шасі КрАЗ Н23.2;
- КрАЗ К18.2R — сміттєвоз на шасі КрАЗ Н23.2R;
- КрАЗ М19.2R — сортиментовоз на шасі КрАЗ Н23.2R;
- КрАЗ-6230С4 «Караван» — автопоїзд-зерновоз на шасі КрАЗ Н23.2R, призначений для перевезення і механізованого розвантаження сипучих і навалювальних дрібнофракційних вантажів питомою масою від 0,5 до 0,8 т/м³[1];
- КрАЗ-6511С4 «Караван» — автопоїзд-зерновоз з кабіною виробництва Hubei Qixing, двигуном Weichai WP12.400E40 об'ємом 11,596 л, потужністю 400 к.с. і 12-ст. механічною коробкою передач 12JS180TA, призначений для перевезення і механізованого розвантаження сипучих і навалювальних дрібнофракційних вантажів питомою масою від 0,4 до 0,85 т/м³[2].